# Командування спеціальних операцій армії США
Кома́ндування спеціа́льних опера́цій США (англ. United States Army Special Operations Command) (USASOC або ARSOC) — одне з 5 командувань Сил спеціальних операцій США і головне командування Сил спеціальних операцій армії США та здійснює керівництво і контроль шести основних компонентів ССО сухопутних військ, що входять до її складу.
Командування сил спеціальних операцій армії США — засновано 1 грудня 1989 року, штаб знаходиться у Форт Брегг, Північна Кароліна.
Основними компонентами ССО армії є:
- Командування повітряно-десантних ССО армії з Центром підготовки ССО армії США імені Джона Кеннеді (Форт Брегг)
- Командування сил підтримки повітряно-десантних ССО Армії (Форт Брегг)
- 75-й полк рейнджерів ССО армії (Форт Беннінг, Джорджія)
- 160-й авіаційний полк підтримки ССО армії (Форт Кемпбелл, Кентуккі)
- 95-та бригада військово-цивільного адміністрування (Форт Брегг)
- 4-та група психологічних операцій (Форт Брегг)
- 528-ма бригада підтримки (Форт Брегг)

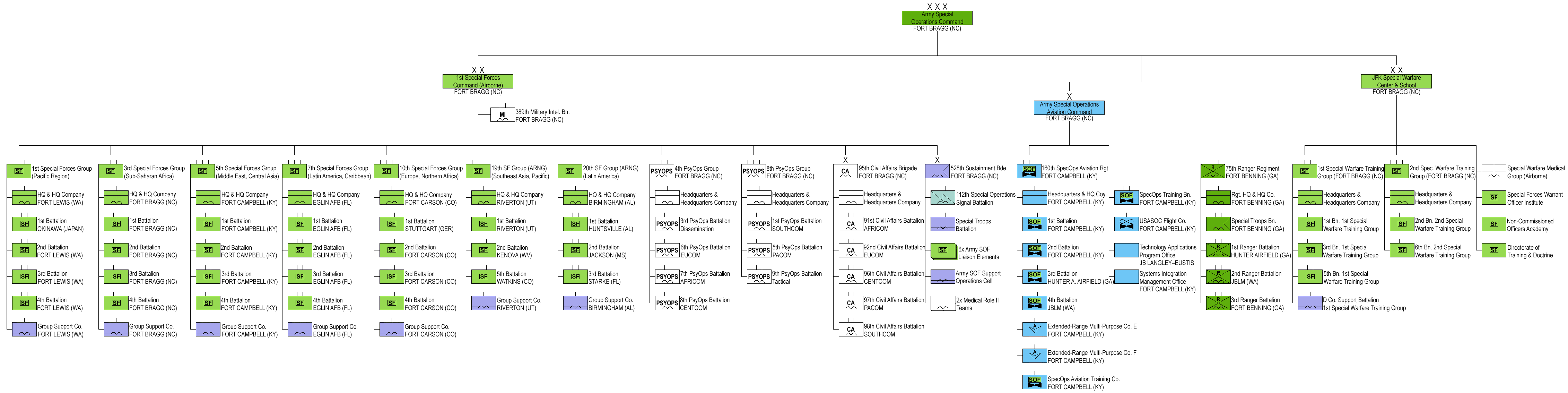
Організаційно-штатна структура командування сил спеціальних операцій армії США (повна версія).